# Evropska konvencija o človekovih pravicah
Evropska konvencija o človekovih pravicah (EKČP) (polno ime: Evropska konvencija o varstvu človekovih pravic in temeljnih svoboščin) je mednarodna pogodba za zaščito Človekovih pravic in temeljnih svoboščin v Evropi.
Konvencija je verjetno najpomembnejši dosežek Sveta Evrope pri uresničevanju varovanja človekovih pravic, saj je njen temeljni namen zavarovati in razviti vrednote in ideale demokratične družbe, pri čemer nosi odgovornost za varstvo človekovih pravic vsaka izmed držav pogodbenic posamezno, obenem pa kolektivno vse države pogodbenice. Dodati velja, da ima Konvencija v različnih državah različen pravni položaj in moč. Povsod sicer predstavlja zavezujoče notranje prave, razlike pa so v načinu, kako se ta obveznost zagotavlja. Tako ima Konvencija v nekaterih državah moč ustave (Avstrija), moč zakona (Nemčija) ali pa položaj med ustavo in zakoni (Francija).

## Zgodovina
Evropska konvencija o človekovih pravicah je imela pomembno vlogo pri razvoju in ozaveščanju o človekovih pravicah v Evropi. Razvoj regionalnega sistema varstva človekovih pravic, ki delujejo po Evropi se lahko razume kot neposredni odziv na te zamisli. Prvič, po drugi svetovni vojni se konvencija na podlagi Splošne deklaracije o človekovih pravicah lahko razume kot del širšega odziva zavezniških sil na področju človekovih pravic, za katere se je verjelo, da bi lahko najresnejše kršitve človekovih pravic, povzročenih med drugo svetovno vojno, v prihodnosti preprečile. Drugič, Konvencija je bila odziv naraščajočemu komunizmu v Srednji in Vzhodni Evropi in je bila namenjena temu, da zaščiti države članice Sveta Evrope komunistične subverzije: to delno pojasnjuje stalne reference vrednot in načel, ki so v Konvenciji opredeljene kot »nujno v demokratični družbi«, kljub dejstvu, da taka načela niso nikakor definirana v okviru same Konvencije.
Konvencijo je po drugi svetovni vojni pripravil Svet Evrope, kot odziv na poziv Evropejcev, ki so se iz vseh družbenih slojev zbrali na Haaškem Kongresu. Okoli 100 poslancev, iz dvanajstih držav članic Sveta Evrope, se je poleti leta 1949, zbralo v Strasbourgu, na prvem srečanju Posvetovalne skupščine, da bi pripravili "listino o človekovih pravicah", in da bi vzpostavili sodišče za njegovo uveljavitev. Britanski poslanec in pravnik Sir David Maxwell-Fyfe, predsednik odbora skupščine za pravna in administrativna vprašanja, je bil eden od njenih vodilnih članov in vodilni pri pisanju konvencije. Kot tožilec v Nürnberških procesih, je iz prve roke videl, kako bi lahko bilo mednarodno pravosodje učinkovitejše. Z njegovo pomočjo je prejšnji francoski minister in borec za svobodo Pierre-Henri Teitgen vložil pobudo francoskemu spodnjemu domu za zavarovanje nekaterih pravic, ki jih je izbral s Splošne deklaracije človekovih pravic, ki je bila predhodno podpisana v New Yorku. Ob tem je tudi definiral kako bi se lahko pravice zavarovale v že uveljavljenem sodnem sistemu. Po obsežnih razpravah je Skupščina poslala svoj končni predlog Odboru ministrov Sveta Evrope, ki je sklical skupino strokovnjakov za pripravo same konvencije.
Konvencija je bila zasnovana tako, da vključi tradicionalne državljanske svoboščine za zaščito »učinkovite politične demokracije«, od najmočnejših tradicij v Združenem Kraljestvu, Franciji in drugih državah članicah cvetočega Sveta Evrope. Konvencija je bila predložena v podpis 4. novembra 1950 v Rimu. Ratificirana in sprejeta je bila 3. septembra 1953. Nadzorovala in uveljavila sta jo Evropsko sodišče za človekove pravice v Strasbourgu in Svet Evrope. V postopkovnih reformah v poznih devetdesetih je Konvencijo nadzorovala tudi Evropska komisija za človekove pravice.
Sprva so h konvenciji pristopile v veliki večini predvsem zahodnoevropske države, vendar so se jim pridružile tudi Grčija, Turčija, Ciper in Malta.  O soglasju in nujnosti sprejetja take Konvencije je prišlo, v primerjavi z dolgotrajnimi postopki, ki so bili kasneje značilni za dopolnjevanje same Konvencije, nenavadno hitro.

## Vsebina
Konvencija je prva Konvencija, ki jo v osnovi sestavljata dva dela. Prvi zajema določbe o pravicah in temeljnih svoboščinah (dopolnjene z nekaterimi protokoli), drugi pa je organizacijsko-postopkovni del, v katerem je urejeno varstvo, s Konvencijo določenih pravic. Konvencija zajema le tiste pravice, katere lahko posameznik uveljavlja v ustreznih sodnih pravnovarstvenih postopkih. Tudi te določbe lahko razvrstimo dva sklopa in sicer v tiste, ki vsebujejo splošne določbe o pravicah, tiste ki zagotavljajo in urejajo absolutne pravice, ki jih v nobenih razmerah ni mogoče omejevati ali razveljaviti, določbe, ki varujejo človekovo svobodo in varnost, pravice, ki jih mora zagotoviti sodno varstvo, določbe o osebnostnih pravicah in pravice posameznika v odnosu do drugih oziroma do družbene skupnosti. Konvencijo pa po vsebinski plati o varstvu pravic dopolnjuje tudi Evropska socialna listina.
Če v sami ureditvi pravic in svoboščin v primerjavi z drugimi mednarodnimi pravnimi akti, ki so bodisi univerzalne ali regionalne narave, ter ustavnimi jamstvi sodobnih držav ni videti posebne prednosti Konvencije, pa je nedvomno bistvena novost svetovne razsežnosti v določanju načina varovanja zajemčenih pravic in temeljnih svobodščin, ki ga lahko sprožijo bodisi države pogodbenice bodisi posameznik, saj je z uveljavitvijo naddržavnega varstva človekovih pravic korenito posegla v tradicionalno pojmovanje državne suverenosti.

#### Področja urejanja
Konvencija sicer ureja delna ravnanja, ne ureja pa generalne svoboščine. V njej tudi ni poudarjenega načela enakosti pred zakonom ampak se poudarja predvsem prepoved kršitve drugih pravic in preprečuje omejevanje pravic s samovoljo. Konvencija tudi večkrat napotuje na nacionalno zakonodajo in ji daje precejšnjo diskrecijsko pravico. Ureja tudi postopke, s čimer omejuje možnosti samovolje in zlorabo diskrecijske pravice, ob tem pa zagotavlja tudi pravna sredstva v nacionalnih državah in na evropski ravni, vendar je na slednjo možno vlagati pravna sredstva šele, ko se ta izčrpajo na nacionalni ravni. Komisija za človekove pravice in Sodišče za človekove pravice naj bi tudi uveljavljala evropske standarde pravic katere naj bi upoštevale vse države.

#### Organi
Za organe, ki naj določajo o kršitvah pravic Konvencija določa Komisijo in Sodišče za človekove pravice ter Odbor ministrov. Začetna ureditev je narekovala da se postopek varovanja pravic sproži pred Komisijo, ki je odločala o sprejemljivosti podanih pritožb in oblikovala končno poročilo o njihovi utemeljenosti (torej je odločala o tem, ali je bila Konvencija kršena). Poročilo, ki ga je izdala Komisija pa je bilo poslano na Odbor ministrov, obenem pa je imela Komisija možnost, da zadevo predloži v odločanje Evropskemu sodišču (kasneje to možnost dobi tudi pritožnik). Pri tem je sama izoblikovala kriterije, ki so opravičevali predložitev. Če zadeva na sodišču ni bila predložena, je o njej dokončno odločil Odbor ministrov, ki je nadziral tudi izvrševanje sodnih odločb.
Vendar je nenehno naraščanje števila pritožb pred Evropsko komisijo, s čimer se je čas reševanja vse bolj podaljševal sprožilo rapzrave, kako doseči večjo učinkovitost varstvenega mehanizma. Ker se je število članic hitro povečalo je po letu 1990 postala zahteva po reformi postane ena izmed prednostnih nalog Sveta Evrope. Prevladalo je prepričanje, da bi Komisijo odpravili in oblikovali stalno Sodišče za človekove pravice. Pri tem Odbor ministrov več ne bi deloval kot organ odločanja o kršitvah, temveč bi skrbel za izrševanje sodnih odločitev. Takšna odločitev je bila normativno oblikovana v 11. protokolu leta 1994. Ratificiranje protokola je v prvih letih po sprejetju potekalo zelo počasi (prva ga je ratificirala Slovenija), do zadnje ratifikacije pa je prišlo šele v oktobru 1997. Posledično je protokol pričel veljati še istega leta in sicer 1. novembra 1997.

#### Obveznost spoštovanja človekovih pravic
Že v prvem členu Konvencija določa temeljno obveznost držav članic in sicer zagotavljanje človekovih pravic vsakomur, ki je v njeni pristojnosti. Tako se je država zavezala priznavati pravice, zajamčene s konvencijo, vsakomur. To pomeni priznavati pravice vsakemu posamezniku, ne glede na to, ali je njen državljan ali ne. Ob tem velja poudariti, da beseda "vsakomur" ne opisuje le posameznika, temveč tudi skupino oseb, ustanovo ali pravno osebo. Obveznost spoštovanja pa ima tudi drugi učinek in sicer mednarodnopravno obveznost spoštovati mednarodnopravni dokument nasproti mednarodni skupnosti. S podpisom Konvencije namreč država prepusti del svoje suverenosti Evropskemu sodišču za človekove pravice, saj se s pristopom zaveže spoštovati in izvrševati odločbe sodišča. V večini pa prav te odločbe sodišča dajejo Konvenciji v primerjavi z drugimi instrumenti o varstu človekovih pravic in svoboščin posebno mesto, saj gre za živ in razvijajoč se organizem. Del tega značaja sicer Konvenciji dodajo tudi protokoli, vendar je pri tem najpomembnejša vsakodnevna sodna praksa Evropskega sodišča za človekove pravice, ki s svojimi sodbami razlaga določbe Konvencije.

#### Omejevanje pravic
Konvencija določa, da je mogoče pravice v državah omejiti le z zakonom ob upoštevanju generalne klavzule in če je to nujno potrebno za uresničevanje javnega interesa in mora biti v skladu s pravicami in svoboščinami drugih. Pri tem ne gre le za pravice iz Konvencije temveč tudi za pravice, ki so določene z ustavo vsake od držav. Pri omejevanju se oceni, ali je ukrep, ki pravice zmanjšuje nujen in primeren. Pri tem prihaja do tehtanja varovanih dobrin in se uveljavi ustavno načelo sorazmernosti ki govori, da ni dovoljeno uporabiti strožjega ukrepa, če se lahko namen doseže z blažjim. Omejitve so dovoljene le dokler so v demokratični družbi običajne.

## Členi konvencije
l. člen Obveznost spoštovanja človekovih pravic
Visoke pogodbene stranke priznavajo vsakomur, ki sodi v njihovo pristojnost, pravice in svoboščine, ki so opredeljene v prvem delu te Konvencije. 

### I. DEL PRAVICE IN SVOBOŠČINE
2. člen - Pravica do življenja
Pravica vsakogar do življenja je zavarovana z zakonom. Nikomur ne sme biti življenje namerno odvzeto, razen ob izvršitvi sodbe, s katero je sodišče koga spoznalo za krivega za kaznivo dejanje, za katero je z zakonom predpisana smrtna kazen.
Kot kršitev tega člena se ne šteje odvzem življenja, če je posledica uporabe nujno potrebne sile:
pri obrambi katerekoli osebe pred nezakonitim nasiljem,
pri zakonitem odvzemu prostosti ali pri preprečitvi bega osebi, ki ji je zakonito odvzeta prostost,
pri zakonitem dejanju, ki ima namen zadušiti upor ali vstajo. 
3. člen - Prepoved mučenja
Nikogar se ne sme mučiti ali nečloveško in ponižujoče z njih ravnati ali ga kaznovati.
4. člen - Prepoved suženjstva in prisilnega dela
Nikogar se ne sme držati v suženjstvu ali v podložnosti.
Od nekoga se ne sme zahtevati, naj opravlja prisilno ali obvezno delo.
Pojem prisilno ali obvezno delo v zvezi s tem členom ne vključuje:
dela, ki se zahteva pri rednem prestajanju zapora v skladu z določbami 5. člena te Konvencije ali med pogojnim odpustom s prestajanja zaporne kazni,
katerekoli službe vojaške narave, službe, ki jo zahtevajo namesto obveznega služenja vojske v državah v katerih je ugovor vesti dopusten,
službe, ki je komu dodeljena ob nevarnosti ali ob nesreči, ko je ogroženo življenje ljudi ali blaginja skupnosti,
del ali služb, ki so sestavni del običajnih državljanskih dolžnosti.
5. člen - Pravica do svobode in varnosti
Vsakdo ima pravico do prostosti in osebne varnosti. Nikomur se ne sme odvzeti prostost, razen v naslednjih primerih in v skladu s postopkom, ki je predpisan z zakonom:
zakonit pripor, odrejen s sodbo pristojnega sodišča,
zakonit odvzem prostosti osebi, ki se ne pokori zakoniti odločbi sodišča, ali zato, da bi zagotovili izpolnitev kakšne z zakonom naložene obveznosti,
zakonit odvzem prostosti, ki je potreben zato, da bi osebo privedli pred pristojno sodno oblast ob utemeljenem sumu, da je storila kaznivo dejanje, ali kadar je to utemeljeno nujno zato, da bi preprečili storitev kaznivega dejanja ali beg po storjenem kaznivem dejanju,
pridržanje mladoletnika na podlagi zakonite odločbe zaradi vzgojnega nadzorstva ali zakonit odvzem prostosti mladoletniku zato, da bi ga privedli pred pristojno oblast,
zakonito pridržanje oseb, da bi preprečili širjenje nalezljivih bolezni, ali duševno bolnih oseb, alkoholikov, narkomanov in potepuhov,
zakonit odvzem prostosti osebi z namenom, da bi ji preprečili nedovoljen vstop v državo, ali pripor osebe, proti kateri teče postopek za izgon ali za izročitev.
Ob odvzemu prostosti je treba vsakogar takoj poučiti v jeziku, ki ga razume, o vzrokih za odvzem prostosti in česa ga dolžijo.
Vsakogar, ki mu je bila odvzeta prostost v skladu z določbami tč. c 1. odstavka tega člena, je treba takoj privesti pred sodnika ali drugo uradno osebo, ki na podlagi zakona izvršuje sodno oblast; vsakdo ima pravico, da mu sodijo v razumen roku ali ga izpustijo. Izpustitev na prostost je lahko pogojena z jamstvi, da bo prišel na sojenje.
Vsakdo, ki mu je bila odvzeta prostost ima pravico začeti postopek, v katerem bo sodišče hitro odločilo o zakonitosti odvzema prostosti in odredilo njegovo izpustitev, če je bil odvzem prostosti nezakonit.
Kdor je bil žrtev odvzema prostosti v nasprotju z določili tega člena, ima iztožljivo pravico do odškodnine.
6. člen - Pravica do poštenega sojenja
Vsakdo ima pravico, da o njegovih civilnih pravicah in obveznostih ali o kakršnihkoli kazenskih obtožbah zoper njega pravično in javno ter v razumen roku odloča neodvisno in nepristransko z zakonom ustanovljeno sodišče. Sodba mora biti izrečena javno, toda tisk in javnost sta lahko izločena iz sojenja deloma ali v celoti v interesu morale, javnega reda ali državne varnosti, če to v demokratični družbi zahtevajo koristi mladoletnikov ali varovanje zasebnega življenja strank, pa tudi tedaj, kadar bi po mnenju sodišča zaradi posebnih okoliščin javnost sojenja škodovala interesom pravičnosti.
Kdor je obdolžen kaznivega dejanja, velja za nedolžnega,dokler ni v skladu z zakonom dokazana njegova krivda.
Kdor je obdolžen kaznivega dejanja, ima naslednje minimalne pravice:
da ga takoj in nadrobno seznanijo v jeziku, ki ga razume, z bistvom in vzroki obtožbe, ki ga bremeni;
da ima primeren čas in možnosti za pripravo svoje obrambe;
da se brani sam ali z zagovornikom po lastni izbiri ali če nima dovolj sredstev za plačilo zagovornika, da ga dobi brezplačno, če to zahtevajo interesi pravičnosti;
da zaslišuje oziroma zahteva zaslišanje obremenilnih prič in da doseže navzočnost in zaslišanje razbremenilnih prič ob enakih pogojih, kot veljajo za obremenilne priče;
da ima brezplačno pomoč tolmača, če ne razume ali ne govori jezika, ki se uporablja pred sodiščem.
7. člen - Ni kazni brez zakona
Nihče ne sme biti obsojen za katerokoli dejanje, izvršeno s storitvijo ali opustitvijo, ki ni bilo določeno kot kaznivo dejanje po domačem ali po mednarodnem pravu v času, ko je bilo storjeno. Prav tako se ne sme izreči strožja kazen od tiste, ki jo je bilo mogoče izreči v času, ko je bilo kaznivo dejanje storjeno.
Ta člen ni ovira za sojenje in kaznovanje oseb za kako storitev ali opustitev, ki je bila v času, ko je bila storjena, kazniva po splošnih pravnih načelih, ki jih priznavajo civilizirani narodi.
8. člen - Pravica do spoštovanja zasebnega in družinskega življenja
Vsakdo ima pravico do spoštovanja svojega zasebnega in družinskega življenja, svojega doma in dopisovanja.
Javna oblast se ne sme vmešavati v izvrševanje te pravice, razen če je to določeno z zakonom in nujno v demokratični družbi zaradi državne varnosti, javne varnosti ali ekonomske blaginje države, zato, da se prepreči nered ali zločin, da se zavaruje zdravje ali morala ali da se zavarujejo pravice in svoboščine drugih ljudi.
9. člen - Svoboda mišljenja, vesti in vere
Vsakdo ima pravico do svobode misli, vesti in veroizpovedi. Ta pravica vključuje svobodo spremembe vere ali prepričanja ter svobodo, da človek bodisi sam ali skupaj z drugimi ter zasebno ali javno izraža svojo vero ali prepričanje v bogoslužju, pouku, praksi ali verskih obredih.
Svoboda izpovedovanja vere ali prepričanja se sme omejiti samo v primerih, ki jih določa zakon, in če je to nujno v demokratični družbi zaradi javne varnosti, za zaščito javnega reda, zdravja ali morale ali zaradi varstva pravic in svoboščin drugih ljudi.
10. člen - Svoboda govora
Vsakdo ima pravico do svobodnega izražanja. Ta pravica obsega svobodo mišljenja ter sprejemanja in sporočanja obvestil in idej brez vmešavanja javne oblasti in ne glede na meje. Ta člen ne preprečuje državam, da zahtevajo dovoljenje za delo radijskih, televizijskih in kinematografskih podjetij.
Izvrševanje teh svoboščin vključuje tudi dolžnosti in odgovornosti in je zato lahko podvrženo obličnostim pogojem, omejitvam ali kaznim, ki jih določa zakon in ki so nujne v demokratični družbi zaradi varnosti države, njene ozemeljske celovitosti, zaradi javne varnosti, preprečevanja neredov ali zločinov, za zavarovanje zdravja ali morale, za zavarovanje ugleda ali pravic drugih ljudi, za preprečitev razkritja zaupnih informacij ali za varovanje avtoritete in nepristranskosti sodstva.
11. člen - Svoboda zbiranja in združevanja
Vsakdo ima pravico, da mirno zboruje in se svobodno združuje, vključno s pravico, da ustanavlja sindikate in se jim pridruži, da bi zavaroval svoje interese.
Izvrševanje teh pravic je mogoče omejiti samo z zakonom, če je to nujno v demokratični družbi zaradi državne ali javne varnosti, za preprečitev neredov ali zločinov, za zaščito zdravja ali morale ali za zavarovanje pravic in svoboščin drugih ljudi. Ta člen ne preprečuje, da bi pripadnikom oboroženih sil, policije ali državne uprave z zakonom omejili izvrševanje teh pravic.
12. člen - Pravica do poroke
Moški in ženske, zreli za zakon, imajo pravico skleniti zakonsko zvezo in ustanoviti družino v skladu z domačimi zakoni, ki urejajo uveljavljanje te pravice.
13. člen - Pravica do učinkovitega pravnega sredstva
Vsakdo, čigar pravice in svoboščine, zajamčene s to Konvencijo, so kršene, ima pravico do učinkovitih pravnih sredstev pred domačimi oblastmi, in to tudi če je kršitev storila uradna oseba pri opravljanju uradne dolžnosti.
14. člen - Prepoved diskriminacije
Uživanje pravic in svoboščin, določenih s to Konvencijo je zagotovljeno vsem ljudem brez razlikovanja glede na spol, raso, barvo kože, jezik, vero, politično ali drugo prepričanje, narodnosti ali socialni izvor, pripadnost narodni manjšini, lastnino, rojstvo ali kakšne druge okoliščine.
15. člen - Začasna omejitev pravic v primeru izrednega stanja
Med vojno ali ob kaki drugi splošni nevarnosti, ki ogroža življenje naroda, sme vsaka visoka pogodbena stranka sprejeti ukrepe, s katerimi razveljavi svoje obveznosti iz te Konvencije v strogo omejenem obsegu, ki ga terjajo kritične razmere, ob pogoju, da ti ukrepi niso v nasprotju z njenimi drugimi obveznostmi po mednarodnem pravu.
Na podlagi te določbe ni mogoče razveljaviti 2. člena, razen v primerih smrti, ki so posledica zakonitih vojnih dejanj, kakor tudi ne 3. in 4. (1. odstavek) ter 7. člena.
Vsaka visoka pogodbena stranka, ki uporabi pravico do razveljavitve, mora generalnega sekretarja Sveta Evrope celovito seznaniti z ukrepi,ki jih je sprejela, in z razlogi zanje. Obvestiti mora generalnega sekretarja Sveta Evrope tudi o tem, kdaj so ti ukrepi prenehali veljati in od kdaj veljajo zopet v celoti določbe te Konvencije.
16. člen - Omejitev politične dejavnosti tujcev
Nobene določbe iz 10., 11. in 14. člena ni mogoče šteti za določbo, ki bi preprečevala visokim pogodbenih strankam, da določajo omejitve za politično delovanje tujcev.
17. člen - Prepoved zlorabe pravic
Nobene določbe v tej Konvenciji ni mogoče razlagati tako, kot da vsebuje za katerokoli državo, skupino ali posameznika pravico do kakršenkoli dejavnosti ali dejanja, ki je usmerjeno h kršenju katerihkoli pravic ali svoboščin, ki so tu določene, ali k njihovemu omejevanju v večjem obsegu, kot je določeno v tej Konvenciji.Â 
18. člen - Omejitev uporabe restrikcij pravic
Omejitev pravic in svoboščin, ki jih ta Konvencija dopušča, ni mogoče uporabiti za namene, ki bi bili drugačni od predpisanih.

### II. DEL EVROPSKO SODIŠČE ZA ČLOVEKOVE PRAVICE
19. člen - Ustanovitev sodišča
Za zagotovitev spoštovanja obveznosti, ki so jih sprejele visoke pogodbenice s to Konvencijo in njenimi protokoli, se ustanovi Evropsko sodišče za človekove pravice, v nadaljevanju imenovano „Sodišče". Sodišče bo stalno.
20. člen - Število sodnikov
Sodišče ima toliko sodnikov, kolikor je visokih pogodbenic.
21. člen - Kriteriji za opravljanje funkcij
Sodniki morajo imeti visok moralni ugled in morajo bodisi izpolnjevati zahtevane pogoje za opravljanje visokih pravosodnih funkcij ali pa morajo biti splošno priznani pravni strokovnjaki.
Sodniki delujejo na Sodišču v osebnem svojstvu.
Med opravljanjem te funkcije sodniki ne smejo sprejeti nobene dolžnosti, ki ni združljiva z njihovo neodvisnostjo, nepristranskostjo ali pa z drugimi zahtevami te funkcije, ki ima značaj polne zaposlitve; o vseh vprašanjih, ki izhajajo iz uporabe tega odstavka, odloča Sodišče.
22. člen - Volitev sodnikov
Sodnike z večino glasov izvoli Parlamentarna skupščina s seznama treh kandidatov, ki jih imenuje vsaka visoka pogodbenica.
Enak postopek velja tudi za dopolnitev Sodišča, če so pristopile nove visoke pogodbenice, ali za zapolnitev izpraznjenih mest.
23. člen - Trajanje mandata
Sodniki so izvoljeni za dobo šestih let. Lahko so ponovno izvoljeni. Vendar pa polovica sodnikov, ki so bili izvoljeni na prvih volitvah mandat poteče po izteku treh let.
Sodnike, ki jim poteče mandat ob koncu prvega triletnega obdobja, izbere z žrebom generalni sekretar Sveta Evrope takoj potem, ko so izvoljeni.
Da bi v kar največji možni meri zagotovili, da se mandat polovice sodnikov obnovi vsake tri leta, lahko Parlamentarna skupščina, preden začne z naslednjimi volitvami, odloči, da mandati enega ali več sodnikov, ki jih bodo izvolili, ne bodo trajali šest let, vendar pa tudi ne smejo biti daljši od devet let in ne krajši od treh let.
V primerih, ko gre za več kot en mandat, in Parlamentarna skupščina uporabi določbe prejšnjega odstavka, določi razporeditev mandatov z žrebom generalni sekretar Sveta Evrope takoj po volitvah.
Sodnik, ki je izvoljen namesto sodnika, čigar mandat še ni potekel, opravlja to dolžnost do konca predhodnikovega mandata.
Sodnikom mandat poteče, ko dosežejo starost 70 let.
Sodniki opravljajo svojo funkcijo do zamenjave. Po zamenjavi ostajajo pristojni za zadeve, ki so jim bile že dodeljene.
24. člen - Odpoklic
Sodnik je lahko razrešen svoje funkcije samo v primeru, če ostali sodniki z dvotretjinsko večino odločijo, da ne izpolnjuje več zahtevanih pogojev.
25. člen - Sodna pisarna in pravni sodelavci
Sodišče ima sodno pisarno, katere funkcijo in organizacijo določa poslovnik Sodišča. Sodišču pomagajo pravni sodelavci.
26. člen - Plenarno Sodišče
Plenarno Sodišče:
voli svojega predsednika in enega ali dva podpredsednika za dobo treh let; lahko so ponovno izvoljeni;
ustanavlja senate za določeno obdobje;
voli predsednike senatov Sodišča; ti so lahko ponovno izvoljeni;
sprejme poslovnik Sodišča;
voli tajnika in enega ali več namestnikov.
27. člen - Odbori, senati in veliki senat
Za proučitev zadev, predloženih Sodišču le-to zaseda v odborih s tremi sodniki, v senatu s sedmimi sodniki in v velikem senatu s sedemnajstimi sodniki. Senati Sodišča ustanavljajo svoje odbore za dobo enega leta.
Sodnik, ki ga izvoli država stranka v sporu, je po uradni dolžnosti član senata in velikega senata; v primeru njegove odsotnosti ali če ne more sodelovati, ta država sama izbere osebo, ki sodeluje kot sodnik.
Veliki senat vključuje tudi predsednika Sodišča, podpredsednike, predsednike senatov in druge sodnike, izbrane v skladu s poslovnikom Sodišča. Kadar je zadeva predložena velikemu senatu v skladu s 43. členom, ne sme noben sodnik iz senata, ki je izrekel sodbo sodelovati v velikem senatu, razen predsednika senata in sodnika, ki je sodeloval v imenu zadevne države.
28. člen - Izjave odborov o nesprejemljivosti
Odbor lahko soglasno odloči, da posamezna zahteva za obravnavo, predložena v skladu s 34. členom, ni sprejemljiva ali jo črta s seznama zadev, če se ta odločitev lahko sprejme brez dodatne proučitve. Taka odločitev je dokončna.
29. člen - Odločitve senatov o sprejemljivosti in o temelju zadev
Če v skladu z 28. členom ni bila sprejeta nobena odločitev, senat odloči o sprejemljivosti in argumentih za in proti obravnavi posameznih zahtevkov, predloženih v skladu s 34. členom.
Senat odloči o sprejemljivosti ter o argumentih za in proti obravnavi meddržavnih zahtevkov, predloženih v skladu s 33. členom.
Odločitev, o sprejemljivosti se sprejme ločeno, razen če Sodišče v izjemnih primerih ne odloči drugače.
30. člen - Odstop sodne pristojnosti velikemu senatu
Če zadeva, ki jo senat obravnava, načenja tehtno vprašanje v zvezi z razlago Konvencije ali njenih protokolov ali pa bi rešitev vprašanja lahko privedla do protislovja s predhodno izrečeno sodbo Sodišča, lahko senat, če še ni izrekel svoje sodbe, kadar koli prepusti sodno pristojnost velikemu senatu, če temu nobena od strank ne nasprotuje.
31. člen - Pooblastila velikega senata
Veliki senat:
odloča o zahtevah za obravnavo, predloženih bodisi v skladu s 33. ali 34. členom, če mu je zadevo prepustil senat v skladu s 30. členom ali če mu je bila zadeva predložena s 43. členom, in
obravnava zahteve za svetovalna mnenja predložene v skladu s 47. členom.
32. člen - Pristojnost Sodišča
Sodišče je pristojno za vse zadeve v zvezi z razlago in uporabo Konvencije in njenih protokolov, ki so mu predložene pod pogoji, predvidenimi v 33., 34. in 47. členu.
V primeru spora glede pristojnosti Sodišča odloča o tem Sodišče.
33. člen - Meddržavne zadeve
Vsaka visoka pogodbenica lahko obvesti Sodišče o vsaki domnevni kršitvi določil Konvencije in njenih protokolov, ki bi jih po njenih mnenju lahko pripisali drugi visoki pogodbenici.
34. člen - Posamezne zahteve za obravnavo
Sodišče lahko sprejme zahteve za obravnavo od katere koli osebe, nevladne organizacije ali skupine posameznikov, ki zatrjujejo, da so žrtve kršitev pravic, priznanih s Konvencijo in njenimi protokoli s strani katere koli visoke pogodbenice. Visoke pogodbenice se zavezujejo, da na noben način ne bodo ovirale dejanskega izvajanja te pravice.
35. člen - Kriteriji sprejemljivosti
Sodišče sme obravnavati zadeve šele potem, ko so bila izčrpana vsa notranja pravna sredstva v skladu s splošno priznanimi pravili mednarodnega prava in v šestih mesecih od dne, ko je bila sprejeta dokončna odločitev po notranjem pravu.
Sodišče ne bo obravnavalo nobene posamezne zahteve, predložene na podlagi 34. člena, ki je:
anonimna;
v bistvu ista kot zadeva, ki jo je Sodišče že obravnavalo, ali ki je že v drugem postopku mednarodne preiskave ali reševanja in ne vsebuje nobenih novih dejstev.
Sodišče bo razglasilo za nesprejemljivo vsako zadevo, predloženo v skladu 34. členom, za katero meni, da ni v skladu z določili Konvencije ali njenih protokolov, da je očitno neutemeljena ali pa da pomeni zlorabo pravice.
Sodišče v skladu s tem členom v kateri koli fazi postopka zavrne vsako zahtevo za obravnavo, za katero meni, da je nesprejemljiva.
36. člen - Posredovanje tretje strani
V vseh primerih pred senatom ali velikem senatom ima visoka pogodbenica, katere državljan je vložil zahtevo za obravnavo, pravico, da predloži pisne pripombe in sodeluje pri zaslišanju.
Predsednik Sodišča lahko v interesu pravičnega sojenja na katero koli visoko pogodbenico, ki ni udeležena v postopku, ali katero koli drugo zadevno osebo, ki ni vložila zahteve za obravnavo, da predloži pisne pripombe ali se udeleži zaslišanja.
37. člen - Izbris zahtev za obravnavo
Sodišče lahko v katerikoli fazi postopka zahtevo za obravnavo izbriše s seznama zadev, če je na podlagi okoliščin možno sklepati:
da vlagatelj ne namerava vztrajati pri svoji zahtevi; ali
da je bila zadeva rešena; ali
da zaradi kakega drugega razloga, ki ga ugotovi Sodišče, nadaljnje obravnavanje zadeve ni več upravičeno.
Kljub temu pa Sodišče nadaljuje z obravnavo zadeve, če to zahteva spoštovanje človekovih pravic, opredeljenih v Konvenciji in njenih protokolih.
Sodišče se lahko odloči, da zahtevo za obravnavo ponovno uvrsti na seznam zadev, če okoliščine to opravičujejo.
38. člen - Preiskava zadeve in postopek prijateljske poravnave
Če Sodišče izjavi, da je zahteva za obravnavo sprejemljiva:
nadaljuje s preiskavo zadeve skupaj s predstavniki strank in po potrebi uvede preiskavo, za katere učinkovit potek morajo prizadete države po izmenjavi mnenj s Sodiščem zagotoviti potrebno pomoč;
mora biti na voljo prizadetim strankam, da bi dosegle prijateljsko poravnavo zadeve na podlagi spoštovanja človekovih pravic opredeljenih v Konvenciji in njenih protokolih.
Postopki, vodeni v skladu z odstavkom 1 b), so zaupni.
39. člen - Prijateljska poravnava
Ob prijateljski poravnavi Sodišče izbriše zadevo s seznama s pomočjo odločitve, ki se omejuje le na kratek povzetek dejstev in na opis dosežene rešitve.
40. člen - Javno zaslišanje in dostop do dokumentov
Zaslišanje je javno, razen če Sodišče v izjemnih primerih drugače ne odloči.
Dokumenti, deponirani pri tajniku, so dostopni javnosti, razen če predsednik Sodišča ne odloči drugače.
41. člen - Pravično zadoščenje
Če Sodišče ugotovi, da je prišlo do kršitve Konvencije ali njenih protokolov, in če notranje pravo visoke pogodbenice dovoljuje le delno zadoščenje, Sodišče oškodovani stranki, če je potrebno nakloni pravično zadoščenje.
42. člen - Sodbe senatov
Sodbe senatov postanejo dokončne v skladu z določili 2. odstavka 44. člena.
43. člen - Predložitev velikemu senatu
V treh mesecih od datuma sodbe senata lahko katera koli stranka v zadevi v izjemnih primerih zahteva, da se zadeva predloži v ponovno obravnavo velikemu senatu.
Zbor petih sodnikov velikega senata sprejme zahtevo, če se zastavlja pomembno vprašanje v zvezi z razlago ali uporabo Konvencije ali njenih protokolov ali pa gre za pomembno vprašanje splošnega pomena.
Če zbor sprejme zahtevo za ponovno obravnavo, se veliki senat izreče o zadevi s sodbo.
44. člen - Dokončne sodbe
Sodba velikega senata je dokončna
Sodba senata postane dokončna:
če stranke izjavijo, da ne bodo zahtevale ponovne obravnave zadeve pred velikim senatom;
tri mesece od datuma sodbe, če ni bilo zahteve za ponovno obravnavo pred velikim senatom;
če zbor velikega senata zavrne zahtevo po ponovni obravnavi v skladu s 43. členom.
Končna sodba se objavi.
45. člen - Utemeljitev sodb in sklepov
Sodbe kot tudi odločitve o sprejemljivosti ali nesprejemljivosti zahtev za obravnavo morajo biti utemeljene.
Če sodba v celoti ali delno ne izraža soglasnega mnenja sodnikov, lahko vsak sodnik temu doda svoje ločeno mnenje.
46. člen - Obveznost in izvršitev sodb
Visoke pogodbenice se obvezujejo, da bodo spoštovale končno sodbo Sodišča v vsaki zadevi, v kateri nastopajo kot stranke.
Končna sodba Sodišča se pošlje Odboru ministrov, ki nadzoruje njeno izvršitev.
47. člen - Svetovalna mnenja
Sodišče lahko na zahtevo Odbora ministrov daje svetovalna mnenja o pravnih vprašanjih v zvezi z razlago Konvencije in njenih protokolov.
Takšna mnenja ne smejo obravnavati vprašanj, ki so povezana z vsebino ali obsegom pravic in svoboščin, opredeljenih v I. delu Konvencije in v njenih protokolih. Prav tako ne smejo obravnavati drugih vprašanj, ki bi jih lahko obravnavalo Sodišče ali Odbor ministrov v zvezi s kakšnim postopkom, sproženim v skladu s Konvencijo.
Odločitev Odbora ministrov, da zahteva svetovalno mnenje Sodišča, mora biti sprejeta z večino glasov predstavnikov, ki so upravičeni, da zasedajo v Odboru ministrov.
48. člen - Svetovalna pristojnost Sodišča
Sodišče odloči, ali sodi zahteva za svetovalno mnenje, ki mu jo predloži Odbor ministrov, v njegovo svetovalno pristojnost, kot je opredeljena v 47. členu.
49. člen - Obrazložitev za svetovalno mnenje
Svetovalno mnenje Sodišča mora biti obrazloženo.
Če svetovalno mnenje v celoti ali delno ne izraža soglasnega mnenja sodnikov, ima vsak sodnik pravico dati svoje ločeno mnenje.
Svetovalno mnenje Sodišča se pošlje Odboru ministrov.
50. člen - Stroški delovanja Sodišča
Stroške za delovanje Sodišča nosi Svet Evrope.
51. člen - Privilegiji in imunitete sodnikov
Sodniki uživajo med opravljanjem svojih funkcij privilegije in imunitete, ki so določeni v 40. členu Statuta Sveta Evrope in v sporazumih, sklenjenih na podlagi tega člena.

### III. DEL RAZNE DOLOČBE
52. člen - Poizvedbe generalnega sekretarja
Na zahtevo generalnega sekretarja Sveta Evrope mora vsaka visoka pogodbena stranka predložiti pojasnila o tem, kako njeno notranje pravo zagotavlja učinkovito uveljavljanje vseh določb te Konvencije.
53. člen - Varstvo obstoječih človekovih pravic
Nobene določbe te Konvencije ni mogoče razlagati kot omejitev ali odpravo katerekoli človekove pravice in temeljne svoboščine, ki jih je mogoče uveljaviti po zakonih katerekoli visoke pogodbene stranke ali po sporazumih, v katerih nastopa kot pogodbenica.
54. člen - Pooblastila Odbora ministrov
Nobena določba te Konvencije ne odpravlja pooblastil, ki pripadajo Odboru ministrov na podlagi Statuta Sveta Evrope.
55. člen - Izključitev drugih sredstev za reševanje sporov
Visoke pogodbene stranke soglašajo, razen če se posebej ne dogovorijo drugače, da ne bodo uporabile pogodb, konvencij in deklaracij, ki med njimi veljajo za to, da bi v obliki pritožbe predložile, naj se spor zaradi razlage ali uporabe te Konvencije rešuje s sredstvi, ki jih ta Konvencija ne predvideva.
56. člen - Ozemeljska dejavnost konvencije
Vsaka država sme ob ratifikaciji ali kadarkoli pozneje z notifikacijo, ki jo naslovi na generalnega sekretarja Sveta Evrope, izjaviti, da velja s pridržkom 4. odstavka tega člena ta Konvencija tudi za vse ali za katero od ozemelj, za katerih mednarodne odnose je odgovorna.
Konvencija začne veljati za ozemlje ali ozemlja, navedena v notifikaciji, trideseti dan potem, ko je generalni sekretar Sveta Evrope sprejel notifikacijo.
Določbe te Konvencije se uporabljajo na teh ozemljih ob upoštevanju krajevnih razmer.
Vsaka država, ki je dala izjavo na podlagi prvega odstavka tega člena, lahko kadarkoli pozneje izjavi, da sprejema za eno ali več ozemelj, na katere se izjava nanaša, pristojnost Sodišča za sprejemanje pritožb od posameznikov, nevladnih organizacij ali skupin posameznikov v skladu s 34. členom te Konvencije.
57. člen - Pridržki
Vsaka država lahko ob podpisu te Konvencije ali ob deponiranju svojih ratifikacijskih listin izrazi pridržke ob katerikoli posebni določbi te Konvencije, če kak zakon, ki tedaj velja na njenem ozemlju, ni v skladu s takšno določbo. Ta člen ne dovoljuje pridržkov splošne narave.
Vsak pridržek po tem členu mora vsebovati kratko oznako zakona, na katerega se nanaša.
58. člen - Odpoved
Visoka pogodbena stranka lahko odpove to konvencijo šele po preteku petih let od tedaj, ko je postala njena pogodbenica, in po šestmesečni odpovedi, ki jo z notifikacijo naslovi na generalnega sekretarja Sveta Evrope, ta pa o tem obvesti druge visoke pogodbene stranke.
Takšna odpoved visoke pogodbene stranke ne razrešuje njenih obveznosti po tej Konvenciji za katerokoli dejanje, ki bi ga storila pred dnem, ko je odpoved začela veljati, in ki bi lahko pomenilo kršitev takšnih obveznosti.
Vsaka visoka pogodbena stranka, ki preneha biti članica Sveta Evrope, preneha biti ob istih pogojih tudi stranka te Konvencije.
V skladu z določbami prejšnjih odstavkov je mogoče odpovedati Konvencijo za katerokoli ozemlje, za katero je bila dana izjava o njeni uporabi na podlagi določb 56. člena.
59. člen - Podpis in ratifikacija
Ta Konvencija je odprta za podpis članicam Sveta Evrope, ki jo morajo ratificirati. Ratifikacijske listine je treba deponirati pri generalnemu sekretarju Sveta Evrope.
Ta Konvencija bo začela veljati potem, ko bo deponiranih deset ratifikacijskih listin.
Za poznejše podpisnice bo Konvencija začela veljati z dnem, ko bodo deponirane njihove ratifikacijske listine.
Generalni sekretar Sveta Evrope obvesti vse članice Sveta Evrope o začetku veljavnosti Konvencije, o imenih visokih pogodbenih strank, ki so jo ratificirale, in o deponiranju ratifikacijskih listin, ki so prispele pozneje.

### Protokoli
Protokoli so dopolnitve Konvencije in so nastajali po njeni uveljavitvi. K njej so prinesli še varstvo lastnine, pravico do izobrazbe, do svobodnih volitev, opredelili so svobodo gibanja, prepovedali izgon državljanov ter kolektivni izgon tujcev, ukinili smrtno kazen (razen v vojnem času in nato tudi v primeru izrednih razmer), določili pravico do pritožbe v kazenskih zadevah ter pravico do odškodnine v primeru sodne zmote, vpeljali prepoved ponovnega sojenja za isto kaznivo dejanje in določili enakost zakoncev. 
Protokoli zahtevajo, da se podpisnice vnovič odločijo za podpis protokolov. Protokoli vsebujejo tudi pravice, do katerih podpisnice ne morejo zahtevati vnaprejšnjih pridržkov (odprava smrtne kazni).
Pomembni so naslednji protokoli:

#### Protokol št.1
1. ČLEN
Varstvo premoženja
Vsaka  fizična  ali  pravna  oseba  ima  pravico  do  mirnega  uživanja  svojega premoženja.  Nikomur  ne  sme  biti  premoženje  odvzeto,  razen  če  je  to  v javnem interesu, v skladu s pogoji, ki jih določa zakon ter ob spoštovanju splošnih načel mednarodnega prava.
Ta  določba  pa  nikakor  ne  omejuje  pravice  držav,  da  uveljavijo  zakone, za  katere  menijo,  da  so  potrebni  za  nadzor  nad  uporabo  premoženja v  skladu  s  splošnimi  interesi  ali  za  zagotovitev  plačila  davkov,  drugih prispevkov ali denarnih kazni.
2. ČLEN
Pravica do izobraževanja
Nikomur ne sme biti odvzeta pravica do izobraževanja. Pri izvajanju nalog, ki so v zvezi z vzgojo in izobraževanjem, mora država spoštovati pravico staršev, da zagotovijo svojim otrokom takšno vzgojo in izobraževanje, ki sta v skladu z njihovim  verskim in filozofskim prepričanjem.
3. ČLEN
Pravica do svobodnih volitev
Visoke  pogodbene  stranke  se  zavezujejo,  da  bodo  izvedle  v  razumnih časovnih   presledkih   svobodne   in   tajne   volitve,   ki   bodo   zagotovile svobodno izražanje mnenja ljudstva pri izbiri zakonodajnih teles.

#### Protokol št. 4
1. ČLEN
Nikomur  ne  sme  biti  odvzeta  prostost  samo  zato,  ker  ne  more  izpolniti
pogodbenih obveznosti.
2. ČLEN
Svoboda gibanja
Vsakdo,  ki  je  zakonito  na  ozemlju  kake  države,  ima  na  njenem ozemlju pravico do svobode gibanja in do svobodne izbire prebivališča. Vsakdo  lahko  svobodno  zapusti  katero  koli  državo,  vključno  tudi lastno.
Pri  izvajanju  teh  pravic  ne  sme  biti  nobenih  omejitev,  razen  tistih, ki  so  določene  z  zakonom,  in  ki  so  v  demokratični  družbi  nujne  zaradi državne in javne varnosti, za vzdrževanje javnega reda, za preprečevanje kaznivih  dejanj,  za  zaščito  zdravja  ali  morale,  ali  za  varstvo  pravic  in svoboščin drugih ljudi.
3. ČLEN
Prepoved izgona državljanov
Nihče  ne  sme  biti  izgnan  bodisi  z  individualnimi  ali  s  kolektivnimi ukrepi z ozemlja države, katere državljan je. Nikomur ne sme biti odvzeta pravica do vstopa na ozemlje države, katere državljan je.
4. ČLEN
Prepoved skupinskega izgona tujcev
Skupinski izgon tujcev je prepovedan.

#### Protokol št.6
1. ČLEN
Ukinitev smrtne kazni
Smrtna kazen se odpravi. Nihče ne sme biti obsojen na takšno kazen ali usmrčen.
2. ČLEN
Smrtna kazen v vojnem času
Država lahko določi v svoji zakonodaji smrtno kazen za dejanja, storjena med  vojno  ali  ob  neposredni  vojni  nevarnosti;  takšna  kazen  se  sme uporabiti le v primerih, ki so določeni v zakonu in v skladu z določbami zakona.  Država  obvesti  generalnega  sekretarja  Sveta  Evrope  o  takšnih določbah v svoji zakonodaji.

#### Protokol št. 7
1. ČLEN
Procesna jamstva v primeru izgona tujcev
Tujec,  ki  zakonito  prebiva  na  ozemlju  kake  države,  ne  sme  biti izgnan s tega ozemlja, razen z odločbo, ki temelji na zakonu, pri tem pa mora imeti možnost:
- predložiti razloge proti izgonu,
- zahtevati ponovno preučitev svoje zadeve in
- doseči,  da  ga  v  zvezi  s  tem  sprejme  pristojni  organ  ali  oseba oziroma osebe, ki jih omenjeni pristojni organ pooblasti.

Tujca se sme izgnati, preden uveljavi pravice točk prvega odstavka tega člena, če je takšen izgon nujen zaradi varstva javnega reda ali utemeljen zaradi varnosti države.
2. ČLEN
Pravica do pritožbe v kazenskih zadevah
Vsakdo,  ki  ga  je  sodišče  obsodilo  zaradi  kaznivega  dejanja,  ima pravico,  da  se  sodna  odločba  o  krivdi  in  o  kazni  preizkusi  pred  višjim sodiščem. Uveljavljanje te pravice, vključno z razlogi, na podlagi katerih jo lahko uveljavlja, morajo biti določeni z zakonom.
Ta  pravica  se  lahko  izjemoma  omeji,  če  gre  za  kršitve  manjšega pomena,  kakor  so  predpisane  z  zakonom,  ali  če  je  prizadetemu  če  na prvi  stopnji  sodilo  najvišje  sodišče  ali  je  bil  obsojen  po  pritožbi  zoper oprostilno sodbo.
3. ČLEN
Pravica do odškodnine v primeru sodne pomote
Če  je  bila  pravnomočna  kazenska  sodba  pozneje  razveljavljena  ali  če  je bila oseba pomiloščena zato, ker je kako novo ali na novo odkrito dejstvo pokazalo, da gre za sodno zmoto, ima oseba, ki je zaradi takšne obsodbe prestajala kazen, pravico do odškodnine skladno z zakonom ali prakso te države, razen če bi se dokazalo, da je prepozno razkritje takšnih dejstev prizadeti v celoti ali deloma sam povzročil.
4. ČLEN
Pravica, da nisi dvakrat sojen ali kaznovan za isto kaznivo dejanje
Pristojni   sodni   organi   iste   države   ne   smejo   nikogar   kazensko obravnavati  niti  ponovno  kaznovati  za  kaznivo  dejanje,  za  katero  je bil  na  podlagi  zakona  in  v  skladu  s  kazenskim  postopkom  te  države  s pravnomočno sodbo če oproščen ali obsojen.
Določbe  prejšnjega  odstavka  ne  preprečujejo  obnove  kazenskega postopka na podlagi zakona in skladno s kazenskim postopkom določene države, če obstajajo dokazi o novih ali na novo odkritih dejstvih ali pa če je v prejšnjih postopkih prišlo do bistvene napake, ki bi bila lahko vplivala na izid sojenja.
5. ČLEN
Enakost zakoncev
Zakoncema  gredo  iz  zakonske  zveze  enake  civilnopravne  pravice  in dolžnosti  v  medsebojnem  razmerju  in  v  razmerju  do  svojih  otrok  tako med trajanjem zakonske zveze kot tudi po njenem prenehanju. Določba tega  člena  ne  preprečuje  državam  uveljaviti  ukrepe,  ki  jih  narekujejo koristi otrok.

#### Protokol št. 12
1. ČLEN
Splošna prepoved diskriminacije
Uživanje  vseh  pravic,  določenih    z  zakonom,  je  zagotovljeno  vsem ljudem  brez  razlikovanja  glede  na  spol,  raso,  barvo  kože,  jezik,  vero, politično ali drugo prepričanje, narodnostni ali socialni izvor, pripadnost narodni manjšini, premoženje, rojstvo ali kakšne druge okoliščine. 
Noben   organ   oblasti   ne   bo   razlikoval   na   podlagi   okoliščin, navedenih v prvem odstavku.
okoliščinah,

#### Protokol št.13
1. ČLEN
Odprava smrtne kazni
Smrtna kazen se odpravi. Nihče ne sme biti obsojen na takšno kazen ali usmrčen.